# Horda d'Or
L'Horda d'Or (mongol: Алтан Орд, Altan Ord; kazakh: Алтын Орда, Altyn Orda; tàtar: Altın Urda; rus: Золотая Орда, Zolotaia Orda; turc: Altın Ordu) va ser un kanat mongol fundat per Batu el 1237. Comprenia el país dels Búlgars del Volga i el Kiptxak, amb capital a Nova Sarai, prop del Volga (anorreada per Tamerlà). Inicialment la part occidental de l'ulus de Jotxi, a la mort d'aquest el 1225 va passar als seus fills i la part occidental fou l'Horda Blanca i va recaure en el fill Batu Khan. Per la seva preeminència, pel color de la tenda o per alguna raó l'Horda fou coneguda finalment com a Horda d'Or.
En temps del tercer kan, Börke (1257-66), els mongols de l'Horda d'Or foren islamitzats i dominaven Coràsmia, Transoxiana i el Caucas. Es varen aliar amb els mamelucs per impedir l'avanç d'Hülegü a Egipte. Els nombrosos i minúsculs principats russos foren tributaris de l'Horda d'Or, a qui havien de sotmetre l'aprovació de la seva investidura.
Ivan III de Moscou s'alliberà del seu domini i el kanat fou gradualment assimilat per Moscou. L'últim reducte de l'Horda d'Or, el kanat dels Giray de Crimea, fou annexat per Rússia el 1783.

## Nom
Horda és la catalanització de la paraula turca i mongol ordo o ordu, que significa ‘gran campament’. Pel que fa a or (altun) es creu que ve pels colors a l'estepa. Segons altres versions, el nom derivaria d'una sumptuosa tenda daurada que Batu Khan va aixecar per marcar el lloc de la seva futura capital sobre el Volga. Encara que va tenir la seva màxima difusió a obres del segle xix, aquesta teoria està avui considerada com apòcrifa.
No hi ha testimonis escrits datats abans del segle xviii (bastant després de la seva caiguda) que es refereixin a l'Estat com Horda d'Or. Els documents més antics denominen a aquest règim com a Ulus de Jotxi. Alguns experts prefereixen emprar el nom alternatiu de Kanat de Kiptxak (o Quiptxaq) atès que es van aplicar a l'estat noms derivats de Kiptxak en escrits medievals.

## Orígens mongols
Abans de morir, Genguis Kan designà Ogodei com el seu successor i dividir l'Imperi Mongol entre els seus quatre fills. Jotxi era el més gran, però també havia mort i la seva paternitat estava en dubte, de manera que les terres conquerides més occidentals, avui al sud de Rússia, es van dividir entre els seus fills, Batu, líder de l'Horda Blava (est), i Orda, líder de l'Horda Blanca (oest).
Batu va aconseguir controlar la part corresponent a Orda i subjugà el litoral septentrional del mar Negre, incorporant als pobles turcs nadius de la zona al seu exèrcit. Al pas de la dècada de 1230 a la de 1240, va conduir una sèrie de campanyes brillants contra Bulgària del Volga i els estats successors de la Rus de Kíev.
Mentre que Ugedei i els seus successors completaven la conquesta de l'Àsia oriental, els mongols a les ordres de Batu es dirigien a l'oest cap a Europa. En 1237, els exèrcits de l'Horda Blava de Batu van saquejar la majoria de les ciutats de la regió de Vladímir-Suzdal i tres anys després van fer el mateix amb Kíev; seguint cap a l'oest, després de les batalles de Legnica i Mohi, van entrar en Polònia, Bohèmia, Hongria i la vall del riu Danubi. Tanmateix, en 1241 el Kagan Ogodei va morir el Mongòlia i Batu va desmantellar el setge que havia organitzat al voltant de Viena per a participar en la successió.
Batu Khan va crear l'Horda d'Or, establint el seu capital tributària en Vella Sarai a 1242, que controlava el curs inferior del Volga. Abans de 1241 els seus exèrcits havien arribat a la costa del mar Adriàtic, preparats per a la invasió d'Europa occidental. Desunida i mal preparada per resistir a l'Horda d'Or, Europa es va salvar només per la mort del Kagan Ogodei a 1241. Després, Batu Khan es va retirar amb les seves forces al sud de Rússia per tal de participar en l'elecció d'un successor. El germà menor de Batu, Xiban, va abandonar l'exèrcit per crear la seva pròpia horda a l'est dels Urals, entre els rius Obi i Irtix.

## L'Horda d'Or
L'any 1260 el net de Genguis Kan, Khublai Kan va pujar al tron i després de vèncer en la Guerra Civil Toluida, el 1271 va proclamar la dinastia Yuan i va establir la nova capital a Cambaluc, l'actual Beijing l'any següent. Khublai va prendre va intentar, sense èxit, recuperar el control dels Txagataïdes i Ogodeïdes però la guerra civil juntament amb la guerra Berke-Hulagu i la posterior guerra Kaidu-Kublai havien debilitat molt l'autoritat del gran khan sobre la totalitat de l'Imperi mongol i aquest es va fracturar en quatre khanats separats, cadascun perseguint els seus propis interessos i objectius: el khanat de l'Horda d'Or al nord-oest, el Kanat de Txagatai a l'Àsia central, l'Ilkanat a l'Iran i la dinastia Yuan a la Xina, amb seu a Cambaluc, l'actual Beijing, encara que els emperadors posteriors de la dinastia Yuan eren considerats els sobirans nominals dels kanats occidentals.
L'Horda d'Or va dominar fins a la fi del segle xv el que avui és el sud de Rússia. Els mongols van imposar un sistema burocràtic i formes de recaptació d'impostos que mostraven la influència dels mètodes xinesos adoptats pels seus germans de l'Àsia oriental. Al final del segle xiv, els russos semblaven estar preparats per derrotar l'Horda d'Or. La victòria del gran príncep de Moscou Dmitri Donskói sobre els mongols a 1380 va marcar la fi del poder mongol, tot i que durant un temps la balança es va inclinar a favor dels mongols per la intervenció del conqueridor Tamerlà. No obstant això en 1395 aquest va iniciar la conquesta de l'Horda d'Or, que a la seva mort va quedar dividida en quatre kanats independents: Astracan, Kazan, Crimea i Sibèria, eliminant així un gran obstacle per l'ascens del principat moscovita. En 1480, al negar-se a seguir pagant tributs a l'Horda, Ivan III, gran príncep de Moscou, va acabar amb la dominació mongola del sud de Rússia al Gran xoc al riu Ugra.

## Edat daurada
L'Horda va perdre ràpidament el seu caràcter exclusivament mongol. Amb els descendents dels guerrers mongols de Batu formant part de la classe dirigent, la major part de la població estava formada per cumans, tàrtars, búlgars, quirguisos i altres pobles turcs.

### Organització interior
El líder suprem de l'Horda era el kan, escollit per un  kuriltai  entre els descendents de Batu Khan. El primer ministre, també d'ètnia mongola, era conegut com a «príncep de prínceps», o beqlare-BEQ. Els ministres eren anomenats visirs. Els governants locals, o baskak, eren responsables de la recaptació del tribut i d'aplacar el descontentament popular. Les administracions civil i militar, com a poder, no estaven separades.
L'Horda va evolucionar en forma d'una cultura consolidada més que nòmada, transformant Sarai en una urbs populosa i pròspera. A principis del segle xiv, es va traslladar la capital certa distància riu amunt a Nova Sarai, que arribaria a ser una de les grans ciutats del món medieval, amb una població estimada de 600.000 habitants (Enciclopèdia Britannica de 2004).
Diversos líders russos, Mikhaïl I el Sant de Txernigov i Tver entre d'altres, van ser assassinats a Sarai pel seu rebuig a adorar ídols pagans, però, els kans van ser en general tolerants i fins i tot eximir a l'Església Ortodoxa Russa del pagament d'impostos. Malgrat els esforços russos per cristianitzar a Sarai, els mongols persistir en les seves creences animistes fins que Uzbeg Khan (1312-41) va adoptar l'islam com a religió d'Estat.

### Vassalls i aliats
L'Horda exigia tribut dels seus pobles sotmesos (russos, armenis, georgians i grecs crimeans). Els territoris cristians eren considerats àrees de poc interès mentre seguissin pagant el seu tribut. Els estats vassalls mai es van incorporar de fet a l'Horda, i els líders russos aviat van obtenir el privilegi de recaptar el tribut tàrtar pels seus propis mitjans. Per mantenir el control sobre Rússia, els senyors guerrers tàrtars portaven a terme periòdicament campanyes de càstig sobre els principats russos (els més greus van tenir lloc a 1252, 1293 i 1382).
Existeix la teoria, propagada principalment per Lev Gumilev, que l'Horda i els polítics russos van signar una aliança defensiva contra els cavallers teutons i els lituans pagans. Els entusiastes d'aquest punt de vista assenyalen el fet que la cort mongola estigués freqüentada per prínceps russos, com Feodor el Negre de Iaroslavl, que va establir el seu propi ulus prop de Sarai, i Alexandre Nevski de Nóvgorod, que va jurar amistat amb el successor de Batu, Sartaq Khan. Encara Nóvgorod mai va reconèixer la influència de l'Horda, un contingent mongol va donar suport al principat a la batalla del llac Peipus.
Sarai va emprendre un comerç actiu amb els emporis genovesos del litoral del mar Negre. Els mamelucs d'Egipte eren els socis comercials i aliats estables dels kans al Mediterrani.
El 1502 els tàtars de Shaykh Ahmad estaven afectats per la fam i foren presa fàcil de Meñli I Giray del Kanat de Crimea va ocupar Nova Sarai.

## Llista de kans
Horda Blanca després Horda d'Or
- 1227-1255 : Batu Khan, fill de Jotxi
- 1255-1256 : Sartaq, fill de Batu
- 1256-1257 : Ulaghji, fill de Batu
- 1257-1267 : Berke, germà de Batu
- 1267-1280 : Möngke Temür, net de Batu
- 1280-1287 : Tuda Mengü, germà de Mengü Temür
- 1287-1290 : Tula Buqa, nebot dels dos anteriors, fill de Bartu o Baita (germà dels dos anteriors)
- 1290-1312 : Ghiyath al-Din Toqtaï (o Toqto’té), fill de Möngke Temür
- 1312-1341 : Ghiyath al-Din Mohammed Özbeg, fill de Toghrul i net de Möngke Temür
- 1341-1341 : Tinibeg, fill d'Özbeg
- 1341-1357 : Djalal al-din Mahmud Djanibeg (o Djanibek), fill de Özbeg
- 1357-1359 : Mohammed Berdibeg, fill de Djanibeg
- 1359-1360 : Kulna, germà del precedent
- 1360-1361 : Mohammed Nuruzbeg, germà del precedent
- 1361-1363 : Kildibeg (si no era el mateix que Kulna)
- 1363-137? : Txerkes Khan

Famílies rivals
- 1359-1360: Mahmud Khirz, fill de Bada Kul Khan de Turan (al mateix temps que Kulna i que Nuruzbeg)
- 1360: Kara Nogai
- 1360: Bazarji
- 1360-1361: Mahmud Khizr (segona vegada)
- 1361-1361: Merdad Khan o Merdud Khan, fill de Mahmud Khirz

 1361-1380 : període d'anarquia en el que el poder real pertany al general Mamaï, possible kan dels nogais (mangits)
- 1361-1361: Timur Khoja
- 1361-1363: Murad Khoja
- 1363-1363: Kutlugh Khoja
- 1363-1367: Pulad Khoja, fill de Ming Temür Khan de Turan i germà de Mahmud Khirz
- 1363-1367: Aziz Shaykh, fils d'Alibeg
- 1367-1371: Hasan Beg Khan, germà d'Aziz Shaykh
- 1362-1369: Abdullah Khan, kan rival de Murad Khoja i altres, protegit per Mamai
- 1371-1373: Tülüngbeg, Khan de Turan, fill de Ming Temür i nebot de Mahmud Khirz
- 1373-1375: Ilban Khan, germà del precedent
- 1375-1377: Ghiyath al-Din Khaghan Khan, fill d'Ilban
- 1377-1378: Arab Shah Khan, fill de Pulad
- 1370-1378 o 1380: Ghiyath al-Din Mohammed Bülak
- 1380: a Toktamix de l'Horda Blava

Horda Blava
- 1227-1251 : Orda Khan, fill de Jotxi
- 1251-1280 : Qun Quran, fill d'Orda
- 1280-1302 : Kubinji (Kochi o Köchü), fill d'Orda
- 1302-1309 : Bayan Khan, fill de Kanitči
- 1309-1315 : Sasibuka, fill de Bayan
- 1315-1320 : Ibisan Khan, fill de Sasibuka
- 1320-1344 : Mubarak Khoja, germà d'Ibisan
- 1344-1361 : Tjimtaï, fill d'Ibisan
- 1361-1375 : Urus Khan, fill de Tjimtaï
- 1375-1375 : Toktakia, fill de Urus khan
- 1375-1376 : Timur Malik (Temür Melik), fill d'Urus Khan
- 1376-1391 : Toktamix, possible nebot d'Urus Khan, primer aliat i després enemic de Tamerlà, reunifica les dues hordes.
- 1391-1393 : Beg Pulad
- 1393-1395 : Toktamix, segona vegada
- 1395-1396 : Conquesta de Tamerlà. Durant el període de 1396 a 1419 l'Horda Blava (o Kiptachk Oriental) va estar principalment controlada per Ëdigu, kan dels nogais (mangits), que també dominava a l'Horda Blanca o Gran Horda.
- 1395-1403: Koirijak
- 1403-1419: Dervix Khan, rebesnet de Tülüngbeg Khan de Turan (de l'Horda d'Or 1416-1419)
- 1419-1421: Sayyid Ahmad (de l'Horda d'Or 1419)
- 1421-1428: Barak Khan, fill de Koirijak
- 1428-1431: Muhammad Khan
- 1431-1446: Mustafa Khan
- 1446- ? : Abu l-Khayr
- segona meitat del segle xv: Horda dels kazakhs i Kanat de Sibèria

Horda d'Or o Gran Horda
- 1394-1395 : Taix Timur, fill de Hasan Beg, kan de l'Horda Blanca en oposició o cogovervant amb Toktamix
- 1395-1396 : Ocupació per Tamerlà
- 1396-1399 : Temür Kutlugh, fill de Temür Melik (Timur Malik), del 1396 a 1398 en oposició a Toktamix
- 1399-1407 : Xadibeg, fill de Temür Melik (Timur Malik)
- 1407-1412 : Pulad Khan, fill de Temür Kutlugh
- 1406-1415 : Temür Khan, fill de Temür Kutlukh, de 1406 a 1412 en oposició a Pulad Khan i de 1412 a 1415 a Jalal al-Din, Kerimberdi, Kibak Khan i Jabbarberdi.
- 1412-1412 : Jalal al-Din Khan, fill de Toktamish, en oposició a Timur Khan
- 1412-1414 : Kerimberdi, fill de Toktamish en oposició a Timur Khan
- 1412-1413 : Betsa Pulad, en oposició a Timur Khan i a Kerimberdi
- 1414-1415 : Kibak Khan, fils de Toktamish en oposició a Timur Khan i Jabbarberdi
- 1414-1415 : Jabbarberdi, fill de Toktamish en oposició a Timur Khan i Kibak Khan
- 1415-1416 : Tjekre Khan
- 1416-1419 : Derwish Khan, rebesnet de Tülüngbeg Khan de Turan (kan de l'Horda Blava des de 1403)
- 1419-1419 : Sayyid Ahmad I, germà de Derwish Khan
- 1419-1419 : Kadirberdi, possible fill de Toktamix (pretendent)
- 1419-1420 : Kibak Khan, segona vegada, sota protecció d'Ulugh Muhammad Khan, fundador del kanat de Kazan
- 1420-1423 : Ghiyath al-Din Khan, fill de Shadibeg o fill de Tash Timur
- 1423-1427 : Burrak Khan, fill de Khoïridjak o Koirijak (fill d'Urus Khan)
- 1427-1427 : Ulugh Muhammad Khan (Gran Muhammad)
- 1427-1428 : Burrak Khan, segona vegada
- 1428-1428 : Dewletberdi, fill de Tash Temür o de Jabbarberdi
- 1428-1437 : Ulugh Muhammad Khan, segona vegada
- 1428-1432 : Dewletberdi, fill de Tash Temür o de Jabbarberdi, en oposició a Crimea (a Solghat)
- 1432-1433 : Axmat Khan, fill de Dewletberdi, en oposició a Crimea (a Solghat)
- 1432-1455 : Sayyid Ahmad I, segona vegada, 1432-1437 en oposició a Ulugh Muhammad Khan. Horda pròpia aliada a Kutjuk
- 1432-1460 : Kutjuk Muhammad (Petit Muhammad), fill de Temür Khan, 1432 a 1437 en oposició a Ulugh Muhammad Khan
- 1460-1460 : Mahmud Khan, fill de Kutjukh Mohammed, fundador del kanat d'Astracan
- 1460-1481 : Ahmad Khan, fill de Kutjukh Mohammed
- 1481-1501 : Sayyid Ahmad II, fill d'Ahmad Khan
- 1481-1491 : Murtaza Khan, fill d'Ahmad Khan
- 1481-1502 : Xaikh Ahmad, fill d'Ahmad Khan

## Genealogia dels kans batúides
|  |  |             |             |             |             |             |             |           |           |  |  | Batu Khan    |              |              |              |              |              |          |          |                        |                        |                        |                        |                        |                        |         |         |          |          |            |            |            |            |            |            |              |              |              |              |              |              |         |         |            |            |            |            |            |            |  |  |                   |                   |                   |                   |                   |                   |  |  |  |  |  |  |  |  |  |  |  |  |  |  |  |  |  |  |  |  |  |  |  |  |  |  |  |  |  |  |  |  |  |  |  |  |  |  |
|  |  |             |             |             |             |             |             |           |           |  |  |              |              |              |              |              |              |          |          |                        |                        |                        |                        |                        |                        |         |         |          |          |            |            |            |            |            |            |              |              |              |              |              |              |         |         |            |            |            |            |            |            |  |  |                   |                   |                   |                   |                   |                   |  |  |  |  |  |  |  |  |  |  |  |  |  |  |  |  |  |  |  |  |  |  |  |  |  |  |  |  |  |  |  |  |  |  |  |  |  |  |
|  |  |             |             |             |             |             |             |           |           |  |  |              |              |              |              |              |              |          |          |                        |                        |                        |                        |                        |                        |         |         |          |          |            |            |            |            |            |            |              |              |              |              |              |              |         |         |            |            |            |            |            |            |  |  |                   |                   |                   |                   |                   |                   |  |  |  |  |  |  |  |  |  |  |  |  |  |  |  |  |  |  |  |  |  |  |  |  |  |  |  |  |  |  |  |  |  |  |  |  |  |  |
|  |  | Sartak Khan | Sartak Khan | Sartak Khan | Sartak Khan | Sartak Khan | Sartak Khan |           |           |  |  |              |              |              |              | Tuktukan     | Tuktukan     | Tuktukan | Tuktukan | Tuktukan               | Tuktukan               |                        |                        |                        |                        |         |         | Andewan  | Andewan  | Andewan    | Andewan    | Andewan    | Andewan    |            |            |              |              |              |              |              |              | Ulaghji | Ulaghji | Ulaghji    | Ulaghji    | Ulaghji    | Ulaghji    |            |            |  |  |                   |                   |                   |                   |                   |                   |  |  |  |  |  |  |  |  |  |  |  |  |  |  |  |  |  |  |  |  |  |  |  |  |  |  |  |  |  |  |  |  |  |  |  |  |  |  |
|  |  | Sartak Khan | Sartak Khan | Sartak Khan | Sartak Khan | Sartak Khan | Sartak Khan |           |           |  |  |              |              |              |              | Tuktukan     | Tuktukan     | Tuktukan | Tuktukan | Tuktukan               | Tuktukan               |                        |                        |                        |                        |         |         | Andewan  | Andewan  | Andewan    | Andewan    | Andewan    | Andewan    |            |            |              |              |              |              |              |              | Ulaghji | Ulaghji | Ulaghji    | Ulaghji    | Ulaghji    | Ulaghji    |            |            |  |  |                   |                   |                   |                   |                   |                   |  |  |  |  |  |  |  |  |  |  |  |  |  |  |  |  |  |  |  |  |  |  |  |  |  |  |  |  |  |  |  |  |  |  |  |  |  |  |
|  |  |             |             |             |             |             |             |           |           |  |  |              |              |              |              |              |              |          |          |                        |                        |                        |                        |                        |                        |         |         |          |          |            |            |            |            |            |            |              |              |              |              |              |              |         |         |            |            |            |            |            |            |  |  |                   |                   |                   |                   |                   |                   |  |  |  |  |  |  |  |  |  |  |  |  |  |  |  |  |  |  |  |  |  |  |  |  |  |  |  |  |  |  |  |  |  |  |  |  |  |  |
|  |  | Kanju       | Kanju       | Kanju       | Kanju       | Kanju       | Kanju       |           |           |  |  | Bartu        | Bartu        | Bartu        | Bartu        | Bartu        | Bartu        |          |          | Mongke Temur           | Mongke Temur           | Mongke Temur           | Mongke Temur           | Mongke Temur           | Mongke Temur           |         |         |          |          | Tuda Mangu | Tuda Mangu | Tuda Mangu | Tuda Mangu | Tuda Mangu | Tuda Mangu |              |              |              |              |              |              |         |         |            |            |            |            |            |            |  |  |                   |                   |                   |                   |                   |                   |  |  |  |  |  |  |  |  |  |  |  |  |  |  |  |  |  |  |  |  |  |  |  |  |  |  |  |  |  |  |  |  |  |  |  |  |  |  |
|  |  | Kanju       | Kanju       | Kanju       | Kanju       | Kanju       | Kanju       |           |           |  |  | Bartu        | Bartu        | Bartu        | Bartu        | Bartu        | Bartu        |          |          | Mongke Temur           | Mongke Temur           | Mongke Temur           | Mongke Temur           | Mongke Temur           | Mongke Temur           |         |         |          |          | Tuda Mangu | Tuda Mangu | Tuda Mangu | Tuda Mangu | Tuda Mangu | Tuda Mangu |              |              |              |              |              |              |         |         |            |            |            |            |            |            |  |  |                   |                   |                   |                   |                   |                   |  |  |  |  |  |  |  |  |  |  |  |  |  |  |  |  |  |  |  |  |  |  |  |  |  |  |  |  |  |  |  |  |  |  |  |  |  |  |
|  |  |             |             |             |             |             |             |           |           |  |  |              |              |              |              |              |              |          |          |                        |                        |                        |                        |                        |                        |         |         |          |          |            |            |            |            |            |            |              |              |              |              |              |              |         |         |            |            |            |            |            |            |  |  |                   |                   |                   |                   |                   |                   |  |  |  |  |  |  |  |  |  |  |  |  |  |  |  |  |  |  |  |  |  |  |  |  |  |  |  |  |  |  |  |  |  |  |  |  |  |  |
|  |  |             |             | Tulabugha   | Tulabugha   | Tulabugha   | Tulabugha   | Tulabugha | Tulabugha |  |  | Kunjuk Bugha | Kunjuk Bugha | Kunjuk Bugha | Kunjuk Bugha | Kunjuk Bugha | Kunjuk Bugha |          |          | Alghui                 | Alghui                 | Alghui                 | Alghui                 | Alghui                 | Alghui                 |         |         | Toghrul  | Toghrul  | Toghrul    | Toghrul    | Toghrul    | Toghrul    |            |            | Tudakan      | Tudakan      | Tudakan      | Tudakan      | Tudakan      | Tudakan      |         |         | Toktu Khan | Toktu Khan | Toktu Khan | Toktu Khan | Toktu Khan | Toktu Khan |  |  | Cinc altres fills | Cinc altres fills | Cinc altres fills | Cinc altres fills | Cinc altres fills | Cinc altres fills |  |  |  |  |  |  |  |  |  |  |  |  |  |  |  |  |  |  |  |  |  |  |  |  |  |  |  |  |  |  |  |  |  |  |  |  |  |  |
|  |  |             |             | Tulabugha   | Tulabugha   | Tulabugha   | Tulabugha   | Tulabugha | Tulabugha |  |  | Kunjuk Bugha | Kunjuk Bugha | Kunjuk Bugha | Kunjuk Bugha | Kunjuk Bugha | Kunjuk Bugha |          |          | Alghui                 | Alghui                 | Alghui                 | Alghui                 | Alghui                 | Alghui                 |         |         | Toghrul  | Toghrul  | Toghrul    | Toghrul    | Toghrul    | Toghrul    |            |            | Tudakan      | Tudakan      | Tudakan      | Tudakan      | Tudakan      | Tudakan      |         |         | Toktu Khan | Toktu Khan | Toktu Khan | Toktu Khan | Toktu Khan | Toktu Khan |  |  | Cinc altres fills | Cinc altres fills | Cinc altres fills | Cinc altres fills | Cinc altres fills | Cinc altres fills |  |  |  |  |  |  |  |  |  |  |  |  |  |  |  |  |  |  |  |  |  |  |  |  |  |  |  |  |  |  |  |  |  |  |  |  |  |  |
|  |  |             |             |             |             |             |             |           |           |  |  |              |              |              |              |              |              |          |          | Uzbeg Khan             | Uzbeg Khan             | Uzbeg Khan             | Uzbeg Khan             | Uzbeg Khan             | Uzbeg Khan             |         |         | Cholkan  | Cholkan  | Cholkan    | Cholkan    | Cholkan    | Cholkan    |            |            | Tukul        | Tukul        | Tukul        | Tukul        | Tukul        | Tukul        |         |         |            |            |            |            |            |            |  |  |                   |                   |                   |                   |                   |                   |  |  |  |  |  |  |  |  |  |  |  |  |  |  |  |  |  |  |  |  |  |  |  |  |  |  |  |  |  |  |  |  |  |  |  |  |  |  |
|  |  |             |             |             |             |             |             |           |           |  |  |              |              |              |              |              |              |          |          | Uzbeg Khan             | Uzbeg Khan             | Uzbeg Khan             | Uzbeg Khan             | Uzbeg Khan             | Uzbeg Khan             |         |         | Cholkan  | Cholkan  | Cholkan    | Cholkan    | Cholkan    | Cholkan    |            |            | Tukul        | Tukul        | Tukul        | Tukul        | Tukul        | Tukul        |         |         |            |            |            |            |            |            |  |  |                   |                   |                   |                   |                   |                   |  |  |  |  |  |  |  |  |  |  |  |  |  |  |  |  |  |  |  |  |  |  |  |  |  |  |  |  |  |  |  |  |  |  |  |  |  |  |
|  |  |             |             |             |             |             |             |           |           |  |  |              |              |              |              |              |              |          |          |                        |                        |                        |                        |                        |                        |         |         |          |          |            |            |            |            |            |            |              |              |              |              |              |              |         |         |            |            |            |            |            |            |  |  |                   |                   |                   |                   |                   |                   |  |  |  |  |  |  |  |  |  |  |  |  |  |  |  |  |  |  |  |  |  |  |  |  |  |  |  |  |  |  |  |  |  |  |  |  |  |  |
|  |  |             |             | Timur Beg   | Timur Beg   | Timur Beg   | Timur Beg   | Timur Beg | Timur Beg |  |  |              |              |              |              | Tinibeg      | Tinibeg      | Tinibeg  | Tinibeg  | Tinibeg                | Tinibeg                |                        |                        |                        |                        | Janibeg | Janibeg | Janibeg  | Janibeg  | Janibeg    | Janibeg    |            |            |            |            | Khidrbeg     | Khidrbeg     | Khidrbeg     | Khidrbeg     | Khidrbeg     | Khidrbeg     |         |         |            |            |            |            |            |            |  |  |                   |                   |                   |                   |                   |                   |  |  |  |  |  |  |  |  |  |  |  |  |  |  |  |  |  |  |  |  |  |  |  |  |  |  |  |  |  |  |  |  |  |  |  |  |  |  |
|  |  |             |             | Timur Beg   | Timur Beg   | Timur Beg   | Timur Beg   | Timur Beg | Timur Beg |  |  |              |              |              |              | Tinibeg      | Tinibeg      | Tinibeg  | Tinibeg  | Tinibeg                | Tinibeg                |                        |                        |                        |                        | Janibeg | Janibeg | Janibeg  | Janibeg  | Janibeg    | Janibeg    |            |            |            |            | Khidrbeg     | Khidrbeg     | Khidrbeg     | Khidrbeg     | Khidrbeg     | Khidrbeg     |         |         |            |            |            |            |            |            |  |  |                   |                   |                   |                   |                   |                   |  |  |  |  |  |  |  |  |  |  |  |  |  |  |  |  |  |  |  |  |  |  |  |  |  |  |  |  |  |  |  |  |  |  |  |  |  |  |
|  |  |             |             |             |             |             |             |           |           |  |  |              |              |              |              |              |              |          |          |                        |                        |                        |                        |                        |                        |         |         |          |          |            |            |            |            |            |            |              |              |              |              |              |              |         |         |            |            |            |            |            |            |  |  |                   |                   |                   |                   |                   |                   |  |  |  |  |  |  |  |  |  |  |  |  |  |  |  |  |  |  |  |  |  |  |  |  |  |  |  |  |  |  |  |  |  |  |  |  |  |  |
|  |  |             |             |             |             |             |             |           |           |  |  | Berdibeg     | Berdibeg     | Berdibeg     | Berdibeg     | Berdibeg     | Berdibeg     |          |          | Kildi Beg o Kulna Khan | Kildi Beg o Kulna Khan | Kildi Beg o Kulna Khan | Kildi Beg o Kulna Khan | Kildi Beg o Kulna Khan | Kildi Beg o Kulna Khan |         |         | Nuruzbeg | Nuruzbeg | Nuruzbeg   | Nuruzbeg   | Nuruzbeg   | Nuruzbeg   |            |            | Txerkes Khan | Txerkes Khan | Txerkes Khan | Txerkes Khan | Txerkes Khan | Txerkes Khan |         |         |            |            |            |            |            |            |  |  |                   |                   |                   |                   |                   |                   |  |  |  |  |  |  |  |  |  |  |  |  |  |  |  |  |  |  |  |  |  |  |  |  |  |  |  |  |  |  |  |  |  |  |  |  |  |  |